# Leucauge hasselti
Leucauge hasselti är en spindelart som först beskrevs av Tord Tamerlan Teodor Thorell 1890.  Leucauge hasselti ingår i släktet Leucauge och familjen käkspindlar. Inga underarter finns listade i Catalogue of Life.